# Буле (Саона и Лоара)
Буле (фр. Boulaye) насеље је и општина у источном делу централне Француске у региону Бургоња, у департману Саона и Лоара која припада префектури Отен.
По подацима из 2011. године у општини је живело 111 становника, а густина насељености је износила 8,01 становника/km². Општина се простире на површини од 13,86 km². Налази се на средњој надморској висини од 266 метара (максималној 481 m, а минималној 256 m).

## Демографија
| 1962. | 1968. | 1975. | 1982. | 1990. | 1999. | 2011. |
| ----- | ----- | ----- | ----- | ----- | ----- | ----- |
| 119   | 121   | 111   | 134   | 148   | 122   | 111   |

График промене броја становника у току последњих година